# Pokarm

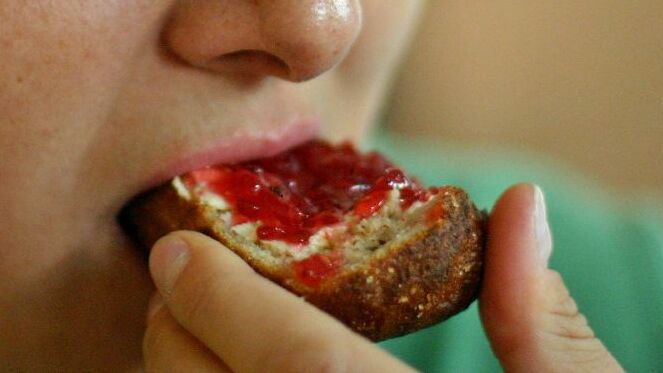
Spożywanie pokarmu przez człowieka

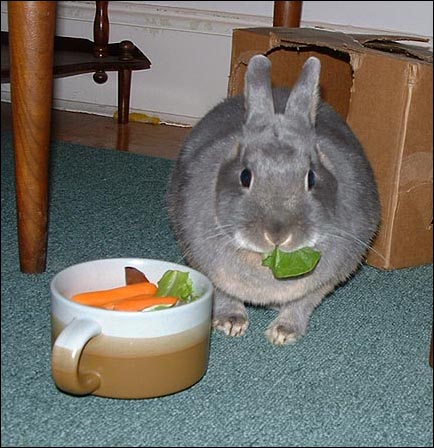
Spożywanie pokarmu przez królika

Pokarm – pożywka dostarczająca substancji chemicznych ważnych dla zachowania zdrowia i rozwoju organizmu. Są to tzw. składniki odżywcze spełniające wiele funkcji w organizmie:
- dostarczają budulca do tworzenia, odbudowy lub utrzymania tkanek;
- pomagają regulować procesy zachodzące w ciele;
- służą jako „paliwo” dostarczające energii.